# Bernhard Krol
Bernhard Krol (* 24. Juni 1920 in Berlin; † 17. April 2013 in Ostfildern-Kemnat) war ein deutscher Hornist und Komponist.
Er war Hornist bei den Berliner Philharmonikern und beim Radio-Sinfonieorchester Stuttgart. Er war auch als Komponist tätig. Obwohl er in Wien bei Josef Rufer Komposition studierte, benutzte Krol das tonale System, seine Kompositionen stehen eher in der Tradition Max Regers oder Paul Hindemiths. Besonders für Bläserbesetzungen hat Bernhard Krol zahlreiche Werke geschrieben.

## Leben
Bernhard Krol besuchte ein Humanistisches Gymnasium in Berlin. Dort studierte er auch Waldhorn bei J. Koller. In Wien wiederum studierte er Komposition bei Josef Rufer und Horn bei Gottfried von Freiberg. Bereits im Alter von elf Jahren begann er zu schreiben. Nach dem Musikstudium in Wien und Berlin war er von 1945 bis 1962 Hornist im Orchester der Berliner Staatsoper und bei den Berliner Philharmonikern und von 1962 bis 1979 beim Stuttgarter Radio-Sinfonieorchester. Ehrenamtlich engagierte er sich zum Beispiel als Jury-Vorsitzender des Internationalen Musikwettbewerbs der ARD oder als Musikbeiratsmitglied beim Deutschen Cäcilienverband. 1990 wurde er zum Professor ernannt.
Bernhard Krol war ein Komponist, der einen großen Teil seines künstlerischen Schaffens in den Dienst der Kirchenmusik gestellt hat. Ein großer Teil seiner rund 180 mit einer Opuszahl versehenen Kompositionen – Orgelwerke, Chorwerke, Messen, Orchester- und Kammermusik – sind der Kirchenmusik gewidmet. 

## Ehrungen
- Bundesverdienstkreuz am Bande (31. März 1981)[2]
- Orlando-di-Lasso-Medaille (2005)
- Silvesterorden, Komtur mit Stern, durch Benedikt XVI. (2007)